# منتخب تايلاند لسباعيات الرغبي
منتخب تايلاند لسباعيات الرغبي هو ممثل تايلاند الرسمي في المنافسات الدولية في سباعيات الرغبي .